# Єршов Михайло Іванович (художник)
Михайло Іванович Єршо́в (нар. 19 жовтня 1901, Єлець — пом. 23 червня 1982, Львів) — український радянський художник театру і живописець; член Спілки радянських художників України з 1947 року.

## Біографія
Народився 6 [19] жовтня 1901 року в місті Єлці (нині Липецька область, Росія). Учасник Громадянської війни в Росії. Протягом 1925—1930 років навчався у Харківському художньоу інституті, був учнем Семена Прохорова. Дипломна робота — оформлення п'єси «Свято святого Йоргана» за повістю Гаральда Бергстедта (керівник Олексадр Хвостенко-Хвостов).
Упродовж 1930—1940 років працював художником-сценографом у театрах Харкова та Києва. 1940 року переїхав до Львова, де працював у Театрі опери та балету. Мешкав у Львові в будинку на вулиці Чайковського, № 39, квартира № 2. Помер у Львові 23 червня 1982 року.

## Творчість
Працював у галузях театрально-декораційного мистецтва та станкового живопису (у реалістичному стилі створював портрети, пейзажі, натюрморти). Оформив вистави:
- «Містечко Ланденю» Леоніда Первомайського (1933, Харківський український драматичний театр);
- «Холопка» Миколи Стрельникова (1934, Харківський театр музичної комедії);
- «Цигани» Сергія Василенка (1937, Харківський театр опери та балету);
- «Паяци» Руджеро Леонкавалло (1940, Харківський театр опери та балету).

Львівський рперний театр
- «Наталка Полтавка» Миколи Лисенка (1944, ескізи до вистави зберігаються у Музеї театрального, музичного та кіно-мистецтва України);
- «Фауст» Шарля Ґуно (1944);
- «Русалка» Олександра Даргомижського (1948).

Живопис
- «На будівництві» (1928);
- «На ярмарку» (1938);
- «Після війни» (1946);
- «Тануть сніги» (1948);
- «Вид на місто Львів з цитаделі» (1951, Львівська картинна галерея);
- «На Дністрі» (1951);
- «Рибалки» (1951);
- «Човни» (1952);
- «Юннат» (1952);
- «Діти» (1953);
- «Львів. Рання весна» (1956, Національний музей у Львові);
- «Автопортрет» (1959);
- «Квіти» (1959);
- «Цементний завод на Дністрі» (1960);
- «Гірське село» (1961);
- «Натюрморт» (1962);
- «Пейзаж» (1963);
- «Восени» (1965);
- «Рання весна» (1966);
- «Осінь у Львові» (1970);
- серія міських пейзажів «Із вікна майстерні» (1971—1974, олія, темпера, пастель);
- «Нічне місто» (1977);
- «Зимове місто» (1978).

Брав участь у республіканських виставках з 1948 року. Персональні посмертні виставки відбулися у Львові у 1982 році, Санкт-Петербурзі у 1995 році.
Крім вище згаданих музеїв окремі твори художника зберігаються у Державному центральному театральному музеї імені Олексія Бахрушина у Москві.

## У мистецтві
Портрет художника у 1953 році написав Михайло Добронравов.